# Aire (Francia)
Aire è un comune della Francia di 230 abitanti situato nel dipartimento delle Ardenne nella regione del Grande Est.

## Società

### Evoluzione demografica
Abitanti censiti